# المقنع في معرفة مرسوم مصاحف أهل الأمصار
المقنع في معرفة مرسوم مصاحف أهل الأمصار، هو كتاب عن علم رسم المصاحف، وهو العلم المبين لطريقة تصوير حروف القرآن وكيفية ذلك. لعثمان بن سعيد بن عثمان بن سعيد بن عمر أبو عمرو الداني، المتوفى سنة 440هـ.
وقد كان منهجه يتمثل في جميع الأمثلة المتشابهة في فصل معين، وتحت عنوان واحد، بحيث يبني الكتاب على أبواب وفصول.

## الموضوع العام للكتاب
هذا الكتاب يتكلم عن موضوع علم الرسم وهو العلم المبين لطريقة تصوير حروف القرآن الكريم وكيفية ذلك. والرسم في اللغة: الأثر. وفي الاصطلاح: هو تصوير اللفظ بحروف هجائه بتقدير الابتداء به والوقوف عليه؛ لتتحول اللغة المنطوقة إلى آثار مرئية.
ولقد اعتنى المسلمون بعلم الرسم منذ القدم سيرا على النهج النبوي الشريف في الحفاظ على القرآن الكريم، فلقد كان الرسول محمد عليه الصلاة والسلام أشد الناس حرصا على تلقيه وتلقينه وتدوينه. وكان من حرصه صلى الله عليه وسلم أنه كان يحرك شفتيه عند إقراء جبريل عليه السلام له فضمن الله له عدم نسيانه فقال تعالى: {لَا تُحَرِّكْ بِهِ لِسَانَكَ لِتَعْجَلَ بِهِ (16) إِنَّ عَلَيْنَا جَمْعَهُ وَقُرْآنَهُ (17)} [القيامة: 16، 17]، كما اتخذ عليه الصلاة والسلام كتبة للوحي فإذا نزلت عليه الآيات أملاها عليهم فدونوها وأثبتوها كما نزلت. فدون القرآن في عهده صلى الله عليه وسلم وفي عهد الخلفاء الراشدين من بعده وامتاز برسم خاص به عرف بالرسم العثماني نسبة إلى عثمان بن عفان رضي الله عنه الذي وحد المصاحف، وهذا الرسم والخط ركن من أركان القراءة لا تصح إلا به مع صحة السند وموافقة العربية وقد حفظت به أو جه القراءات.

## منهج المؤلف في الكتاب
رسم المؤلف معالم كتابه، وبين جزءا من منهجه في المقدمة التي استهل بها فقال بعد حمد الله، والثناء عليه، والصلاة والسلام على رسوله محمد صلى الله عليه وسلم: «هذا كتاب أذكر فيه – إن شاء الله – ما سمعته من مشيختي ورويته عن أئمتي، من خطوط مصاحف أهل الأمصار: المدينة، ومكة، والكوفة، والبصرة، والشام، وسائر العراق» واشترط الصحة في كل ذلك، فقال: «وما انتهى إلي من ذلك، وصح لدي منه عن الإمام مصحف عثمان بن عفان رضي الله عنه، وعن سائر النسخ التي انتسخت منه».
ثم بين الطريقة التي بنى عليها كتابه؛ حيث جعله أبوابا، وصنفه فصولا، وهذه إحدى الطرق التي سلكها المصنفون في الرسم؛ حيث إن لهم منهجين للتصنيف في الرسم:
- المنهج الأول: يتمثل في جميع الأمثلة المتشابهة في فصل معين، وتحت عنوان واحد، بحيث يبني الكتاب على أبواب وفصول، وقد سلك الإمام الداني هذا المنهج في المقنع، وكذا أبو العباس المهدوي في هجاء مصاحف أهل الأمصار، وغيرهما.
- المنهج الثاني: أن يتتبع المؤلف ظواهر الرسم في القرآن الكريم مبتدئا بفاتحة الكتاب إلى آخر سورة منه، يعرض للكلمات التي رسمت بطريقة مميزة، وبين ما فيها، وممن سلك هذا المنهج الإمام أبو داود سليمان بن نجاح تلميذ أبي عمرو الداني في كتابه: «مختصر التبيين لهجاء التنزيل». [2]